# 로이히텐베르크의 요세피나
로이히텐베르크의 요세피나(스웨덴어: Josefina av Leuchtenberg, 프랑스어: Joséphine de Leuchtenberg, 1807년 3월 14일 ~ 1876년 6월 7일)은 로이히텐베르크 공작인 외젠 드 보아르네와 그의 부인인 바이에른의 아우구스테의 장녀로 태어났다. 그녀는 후에 스웨덴과 노르웨이의 왕인 오스카르 1세와 결혼하면서, 조제핀에서 요세피나로 이름을 바꾼다.

## 가족
로이히텐베르크의 요세피나는 조제핀이라는 이름으로 외젠 드 보아르네와 바이에른 공주 아우구스테의 장녀로 태어났다. 조제핀이라는 이름은 할머니이자 나폴레옹의 첫 번째 황후였던 조제핀 드 보아르네의 이름을 딴 것이다. 세례명은 조제핀 막시밀리안느 외제니 나폴레오느 (Joséphine Maximilienne Eugénie Napoléone)였다. 아버지 외젠은 조제핀이 나폴레옹과 결혼하기 전에 알렉상드르 드 보아르네와의 사이에서 낳은 아들로 결과적으로 보자면 조제핀 드 로히텐베르크 공녀는 나폴레옹 보나파르트의 의붓 손녀가 된다.
조제핀의 할머니가 조제핀 황후였으며, 네덜란드의 왕비였던 오르탕스는 고모였다. 이때문에 그녀는 나폴레옹 3세와 사촌 간이었다.
조제핀의 외할아버지는 바이에른의 첫 번째 국왕인 막시밀리안 1세 요제프였다. 그의 딸들은 오스트리아 황후, 프로이센의 왕비, 작센의 왕비들, 오스트리아 황제의 어머니, 오스트리아 황후의 어머니였다. 이 때문에 조제핀과 그녀의 형제 자매들은 유럽의 유력 왕가와 친인척 관계가 되었으며, 그들 역시 중요한 인물들과 혼인 관계를 이루었다.
조제핀의 동생인 우제니는 호엔촐레른가의 가톨릭 분가였던 호엔촐레른-헤힝겐의 공비였다. 둘째 동생인 아우구스트는 후에 포르투갈의 여왕인 마리아 2세와 결혼했다. 셋째 동생인 아멜리는 오빠의 장인인 멕시코의 황제 페드루 1세와 결혼해서 멕시코의 황후가 된다. 넷째 동생인 테오돌랭드는 뷔르템베르크 왕가의 분가 출신인 뷔르템베르크 백작과 결혼했다. 그리고 막내 동생인 막시밀리앙은 러시아의 니콜라이 1세의 장녀인 마리야 니콜라예브나 여대공과 결혼해서, 로마노프스키공 칭호를 받았으며 러시아 황실 가족으로 인정 받는다.
웃기게도 의붓 할아버지인 나폴레옹 보나파르트와 시아버지인 칼 14세 요한이 서로 불구대천으로 이유인 즉 칼 14세 요한이 나폴레옹을 배신하고 대프랑스 동맹에 가담했기 때문이다.

## 생애
조제핀은 이탈리아에서 태어났으며, 나폴레옹이 몰락한 후, 외할아버지의 배려로 아버지가 로이히텐베르크 공작 작위를 받은 후 부모와 함께 뮌헨에서 살았다. 조제핀은 유럽 여러 통치 왕가로 시집간 이모들과 친한 사이였다.
1823년 조제핀은 스웨덴의 왕위계승자였던 오스카르와 결혼한다. 오스카르와 조제핀은 6월 19일 스톡홀름에서 결혼식을 올렸는데, 이후 스웨덴에서 결혼한 왕위계승자들은 모두 6월 19일날 결혼했다. 조제핀은 스웨덴에서 스웨덴식으로 "요세피나"라고 불렸다. 그녀는 가톨릭 교도였고 나폴레옹과 가까운 친척이었기에, 신교의 나라이며 반(反)나폴레옹 정서가 강했던 스웨덴에서 처음에는 환영받지 못했다. 하지만 아름다운 외모와 뛰어난 예술에 대한 감각과 후원은 스웨덴 국민들의 마음을 사로잡았으며, 후에 요세피나 왕비는 무척이나 인기있는 왕비가 된다. 요세피나 왕비는 정치에도 관심이 많았다. 남편에게 정부가 있는 것을 안 후 요세피나 왕비는 더 이상 남편을 믿지 못했고 무척이나 괴로워했다.

## 자녀
오스카르 1세와의 사이에서 4남 1녀를 두었다. 
- 칼 15세 (1826–1872) : 스웨덴과 노르웨이의 국왕, 네덜란드의 루이제와 결혼
- 구스타프 왕자 (1827–1852) : 우플란드 공작, 미혼으로 사망
- 오스카르 2세 (1829–1907) : 스웨덴과 노르웨이의 국왕, 나사우의 소피아와 결혼
- 유셰니 공주 (1830–1889) : 미혼으로 사망
- 아우구스트 왕자 (1831–1873) : 달라르나 공작, 작센 알텐부르크의 테레제와 결혼

| 전임 데지레 클라리 | 스웨덴 왕비 1844년 3월 8일 ~ 1859년 7월 8일 | 후임 네덜란드의 로비사 |

| 전임 데지레 클라리 | 노르웨이 왕비 1844년 3월 8일 ~ 1859년 7월 8일 | 후임 네덜란드의 로비사 |